# إم 50 أونتوس
إم 50 أونتوس (بالإنجليزية: M50 Ontos) ويُطلق عليها رسميًا القاذفة المتعددة ذاتية الدفع بعيار 106 ملم إم 50 هي مدمِّرة دبّابات أمريكيّة ومركبة مُدرَّعة مُضادة للدروع، صُنعت في خمسينيّات القرن العشرين لتدمير القوّات المُجوقَلة. يعني الاسم باللغة اليونانيّة «الشيء».

## التاريخ
قامت شركة أليس تشالمرز الأمريكيّة بإنتاج 297 مُدمِّرة من نوع إم 50 أونتوس بين عاميّ 1956 و1969. كما شاركت هذه المُدمِّرة في عدّة حروب حول العالم كحرب فيتنام والحرب الأهلية الدومينيكانية.

## وصلات خارجية
- صفحة المدمرة إم 50 أونتوس، Digger History (بالإنجليزية)
- مركبة أونتوس المضادة للدبابات، بيتر برش (بالإنجليزية)